# Troy Douglas
Troy Douglas (Paget, 30 novembre 1962) è un ex velocista bermudiano naturalizzato olandese.

## Palmarès

### Mondiali
- 1 medaglia:
  - 1 bronzo (Parigi 2003 nella staffetta 4×100 m)[1]

### Mondiali indoor
- 1 medaglia:
  - 1 argento (Barcellona 1995 nei 200 m)[2]

## Altre competizioni internazionali

### Coppa del mondo
- 1 medaglia:
  - 1 argento (L'Avana 1992 nella staffetta 4×400 m)[3]